# FictionJunction
FictionJunction er et musikalsk projekt forestået af komponisten Yuki Kajiura (梶浦由記) med forskellige kvindelige sangere. Arrangementet er særegent derved, at på den ene side udgør hver enkelt deltagende sangerinde sammen med med Kajiura en særlig japansk popgruppe, på den anden side indgår de alle tillige i et fælles band, i begge tilfælde med Kajiura som komponisten. Den første sangerinde var Yuuka Nanri, der udgjorde bandprojektet FictionJunction YUUKA med hits som "Akatsuki no Kuruma" og "Honoo no Tobira". To andre medlemmer af projektet, Keiko Kubota og Wakana Ootaki indgik tillige i yderligere et projekt: Kalafina, en gruppe dannet af Yuki Kajiura og tilknyttet Sony Music Entertainment. 
I februar 2009 bragte Yuki Kajiura alle sangerne i FictionJunction-projektet sammen for at genoplive projektet. Bandet, som nu tæller 4 sangere, er tilknyttet Victor Entertainments underselskab, flying DOG.
Både som gruppe og som individuelle sangere har Keiko Kobuta, Kaori Oda, Wakana Ootaki og Yuriko Kaida vist deres musikalitet og evner til at synge. Som gruppe er der oftest "drive" over sangene, med hovedsangeren vekslende fra den ene til den anden og med de øvrige på skift som backup-sangere. Der er således tale om et stærkt samarbejde, hvor understøttelse af og respekt for hinanden går op i en højere musikalsk enhed. I disse tilfælde virker hele orkesteret som akkompagnement, hvilket giver sangene både styrke og fremdrift.
Som enkeltsangere er det oftest stille "ballader", hvor stemmernes klarhed hos hver af sangerinderne får lov at vise deres særlige kvaliteter. I disse tilfælde er det oftest kun et klaver, som akkompagnerer, hvilket blot medvirker til at understrege den stemmelige pragt og evnen hos hver af solisterne til at forvalte denne.

## Medlemmer

### Sangerinder
- Kaori Oda
- Keiko Kubota
- Wakana Ootaki
- Yuriko Kaida
- Yuuka Nanri (gæstevokalist, deltager nu kun i FictionJunction YUUKA)

### Producent
- Yuki Kajiura (tillige komponist, sangskriver og musiker på keyboards)

### Tidligere medlemmer
- Asuka Kato (sangerinde)

## Historie
FictionJunction projektet startede under Yuki Kajiura med Yuuka Nanri som FictionJunction YUUKA. Projektets debutsang, "Akatsuki no Kuruma" offentliggjordes første gang på fjerde CD fra anime-filmen Mobile Suit Gundam SEED. FictionJunction YUUKA debuterede officielt med singlen "Hitomi no Kakera" i maj 2004. Som følge af den popularitet, som Gundam SEED serien opnåede og især sangene, blev "Akatsuki no Kuruma" udgivet som single i september 2004. Året efter fulgte næste single, "Honoo no Tobira", der var den første voice actress-single, som nåede en førsteplads på Oricon daglige hitliste. 
På samme tid fandt Yuki Kajiura yderligere vokalister til sit projekt. FictionJunction ASUKA debuterede med singlen "everlasting song" den 21. februar 2005. Andre vokalister udgav blot deres sange på soundtrack-albummer komponeret af Yuki Kajiura. Blandt disse var Keiko Kubota og Wakana Ootaki, der ligeledes medvirker i Kalafina. 
Efter et kortere ophold fra juli 2007 meddelte Yuki Kajiura i slutningen af 2008, at hun ville lave et comeback med FictionJunction projektet. FictionJunction udgav et "opsamlingsalbum" i februar 2009.
Den første single efter FictionJunctions genoplivelse som gruppe var "Parallel Hearts", udgivet 29. april 2009. Den ene af sangene på denne plade var åbningstemaet til en anime-serie kaldet "Pandora Hearts", mens b-sidesangen var "Hitomi no Chikara". 
Den 12. juli 2009 oplyste JVC, at koncertoptagelser fra Yuki Kajiura LIVE Vol. #4 Everlasting Songs Tour 2009-koncerten i Tokyo ville blive udgivet på 2 DVD-er. Den første DVD udkom den 21. oktober 2009 og indeholdt koncertens første del, hvor FictionJunktion YUUKA optrådte. Den anden DVD udkom den 23. december 2009 og denne indeholdt anden del, hvor de fire nu aktive sangerinder Wakana, Keiko, Kaori og Yuriko Kaida optrådte. På begge DVD-er fandtes sangen "Angel Gate", idet denne sang oprindeligt var en FictionJunction YUUKA-sang, men ved koncerten blev sunget af alle sangeringerne: Yuuka, Hikaru, Wakana, Keiko, Kaori og Yuriko Kaida i fællesskab.
Den 16. november 2009 oplyste JVC, at FictionJunction ville fremføre åbningssangen "Toki no Mukou Maboroshi no Sora" til anime-filmen "Ookami Kukushi", hvilken blev udgivet på single den 27. januar 2010.
Den 12. januar 2010 blev det oplyst, at en CD-udgivelse den 12. maj 2010 ville indeholde sange fra "Yuki Kajiura LIVE vol. 2-5" under titlen "FictionJunction 2008-2010 The Best of Yuki Kajiura Live".
Den 23. februar 2011 blev udgivet et cover album for anime-filmen "Yuusha Exkaiser" med titlen "Harvest" med diverse sange fra anime-filmen, herunder som 8. spor FictionJunctions fremførelse af "Gatherway", med el-guitaristen Koichi Korenaga som arrangør, mens Yuki arrangerede korsangen. Soliststemme Kaori, med Yuriko Kaida, Wakana og Keiko i koret.
Den 9. maj 2011 oplystes udgivelsen af en ny single, "stone cold", der udkom den 3. august 2011. Titelsangen var åbningstema i anime-filmen "Sacred Seven". B-sidesangen hed "hirorigoto".

## Underprojekter
FictionJunction-projektet omfatter nedennævnte underprojekter.

### FictionJunction Asuka
FictionJunction Asuka består af Asuka Kato (加藤あすか, Kato Asuka, født 28. august 1981) og Yuki Kajiura).
FictionJunction Asuka fremførte sangen "Everlasting Song" i anime-serien Elemental Gelade. Skønt oprindeligt sunget på engelsk blev "Everlasting Song" ligeledes indspillet på japansk og udgivet som single ("everlasting song", juli 2005), desuden i flere instrumental-udgaver. Singlen nåede en #53-plads på Oricon weekly chart og forblev på listen i 3 uger. Asuka Kato er siden fortsat med en solokarriere som Aira Yuhki og indgår ikke længere i FictionJunction-projektet. 
Som sangskriver og sangerinde har Asuka udgivet maxi-singlen Daisakusen! i august 2000 og yderligere en single "a.i." i februar 2001.

### FictionJunction Kaori
FictionJunction Kaori består af Kaori Oda (織田かおり, Oda Kaori, født 11. maj 1988) og Yuki Kajiura.
FictionJunction Kaori-duoen fremførte to sange anvendt i anime-serien Tsubasa Chronicle, "Tsubasa" (første sæson) og "Dream Scape" (anden sæson) samt sluttemaet "Calling" i anime-serien Baccano! (denne blev dog udgivet under hendes eget navn og er ikke tilregnet "FictionJunction Kaori", da b-siden på singlen, "Power in Me", ikke er skrevet af Yuki Kajiura. Sangen blev anvendt i Hokuto no Ken: Toki Den, "Hanamori no Oka" (花守の丘, "Hill of the Flower Guardian"). Blandt Kaoris smukkeste solosangpræstationer er "Winter".
Kaori Oda er tillige medlem af gruppen Sound Horizon, CHIX CHICKS (tidligere "BJ Girls"), og samarbejder med Yuki i FictionJunction KAORI-projektet. Hun har tillige fra starten været fast medlem af fællesgruppen FictionJunction, hvor hendes klare stemme ofte medvirker til at give sangene "drive". 
Hun har ligeledes sunget kajiura-sangene “until you find a light – op theme #5 “, “a fruitless love” i Rekishi Hiwa Historia OST II.

### FictionJunction Keiko
FictionJunction Keiko består af Keiko Kubota (窪田啓子, Kubota Keiko, født 5. december 1985) og Yuki Kajiura.
FictionJunction Keiko indspillede "Kaze no Machi e" (風の街へ, "To the City of Wind"), der blev brug som indlagt sang i 19 episode (ufuldstændigt) og 21 episode i Tsubasa Chronicle (første sæson), og i 2010 sangen "Nohara" (野原, "Field") som b-side til åbningssinglen Ookami Kakushi. Blandt Keikos fornemmeste sangpræstationer må nævnes "Houseki".
Modsat de fleste andre sangerinder synger Keiko med en forholdsvis dyb mezzosopranstemme. Hun har bidraget til FictionJunctions Everlasting Songs-album. 
Keiko Kubota indgår i Yuki Kajiuras Kalafina-projekt, hvor hun har været en ledende stemme og udført syv temaer fra Kara no Kyoukai. Hun var tillige en ledende kraft ved Yuki Kajiura LIVE vol#1, 2, 3. Kubota var tidligere medlem af duoen Itokubo (sammen med Ito Ayaka).

### FictionJunction Wakana
FictionJunction Wakana består af Wakana Ootaki (大滝若菜, Ootaki Wakana, født 10. december 1984) og Yuki Kajiura.
FictionJunction Wakana stod bag to sange til det originale soundtrack til Fist of the North Star True Saviour Legend: "Hikari no Yukue" (光の行方|, "Where the Lights Are") og den japanske udgave af "Where the Lights Are" (det er en anden sang til trods for ligheden i titlen med "Hikari no Yukue"). FictionJunction Wakana har også stået bag den indsatte sang, "Paradise Regained" i El Cazador de la Bruja OST 2. I 2009 optrådte FictionJunction Wakana i forbindelse med Kaijiuras soundtrack-arbejder til anime-serien "Pandora Hearts". Blandt hendes smukkeste solo-sangpræstationer er "Mizo no Akashi" med Yuki Kajiura ved klaveret. Wakana har en lys, følsom stemme.
Wakana Ootaki deltager ligeledes som hovedkraft i Yuki Kajiuras Kalafina-projekt. Hun sang ligeledes "paradise regained" i El Cazador OST 2 og lagde stemme til "Sekai Satoyama", "Pandora Hearts", "Rekishi Hiwa Historia OST" som WAKANA samt i "Kara no Kyoukai"-soundtrackene inden for Kalafina-projektet.

### FictionJunction Yuuka
FictionJunction Yuuka består af Yuuka Nanri (南里 侑香, Nanri Yūka, født 13. marts 1984) og Yuki Kajiura.
FictionJunction Yuuka var Kajiuras første, længeste og måske bedst kendte samarbejdspartner under FictionJunction-navnet. Projektet hed oprindelig "FictionJunction featuring Yuuka", men udtrykket "featuring" blev siden slettet for at gøre navnet kortere. De har udgivet flere singler og to komplette albums. Yuuka medvirker ligeledes ved "Madlax OST".
Yuuka var oprindelig medlem af South Aoyama Female Opera Group og sang i musicals og på scenen, hvor hun angiveligt oprindeligt blev opdaget af Yuki. I 2001 startede hun professionel voice acting og har medvirket i adskillige anime-film, herunder "Gunslinger Girl" og "Mai-HiME". Hun var tillige en del af duoen "Tiaraway" sammen med Chiba Saeko.

### Yuriko Kaida
Vokalist: Yuriko Kaida (貝田由里子, Kaida Yuriko, født 1. november 197x).
Yuriko Kaida har længe virket som sangerinde sammen med Kajiura siden, at de mødtes i 2001 i forbindelse med NOIR-projektet. Hun blev uddannet ved Kunitachi College of Music, og efter færdigudddannelse begyndte hun at virke som studie-/livemusiker, ofte som backup for andre sangere både ved studieindspilninger og ved koncertturneer. Yuriko Kaidas første samarbejde med Kajiura var i forbindelse med "Noir OST", hvori hun sang de sange, som bidrog til at udvikle Kajiuras karriere inden for anime-filmindustrien: "canta per me," "salva nos" og "lullaby." Efter dette har Yuriko Kaida medvirket ved fremførelsen af Kajiuras kompositioner, ofte som backup-sangerinde. Først i 2009 blev hun lanceret som sangerinde i FictionJunction til trods for, at hun havde virket som støtte ved flere tidligere FictionJunction-projekter. Dette år udkom albummet "Everlasting Songs" og singlen "Parallel Hearts." På albummet "Everlasting Songs" forestod Yuriko Kaida fremførelsen af to numre: "here we stand in the morning dew" (oprindelig fremført af Saeko Chiba i "Everything") og "Himitsu" (oprindelig fremført af Aya Hisakawa i "NOIR blanc dans NOIR") og virkede som backup på de øvrige numre. 
Yuriko Kaida har blandt andet medvirket ved Yuki Kajiura LIVE vol.#1, 2, 3 og 4. Desuden har hun skrevet nogle af temasangene til "Medabots" og "Ojamajo Doremi".

## Diskografi

### Albummer
- 25.02.2009 Everlasting Songs
- 12.05.2010 2008-2010 The BEST of Yuki Kajiura LIVE

### Singler
- 29.04.2009 Parallel Hearts
- 27.01.2010 Toki no Mukou Maboroshi no Sora (時の向こう 幻の空; Beyond Time, a Sky of Illusions)
- 03.08.2011 stone cold

### DVD
- 21.10.2009 FictionJunction Yuuka: Yuki Kajiura Live Vol.#4 Part I: Everlasting Songs Tour 2009
- 13.12.2009 FictionJunction ~Yuki Kajiura LIVE Vol.#4 Part II~ Everlasting Songs Tour 2009

### Andre udgivelser
- 08.07.2009 Pandora Hearts Original Soundtrack 1 (#3 Parallel Hearts (TV-Size))
- 24.02.2010 Animelo Summer Live 2009 RE:BRIDGE 8.23 (#15 Parallel Hearts, #16 Akatsuki no Kuruma, #17 nowhere)
- 24.03.2010 Ookami Kakushi Original Soundtrack (#39 Toki no Mukou Maboroshi no Sora -TV SIZE-)
- 23.02.2011 Yusha Series 20 Shunen Kinen Kikaku Shudaika Cover Album “HARVEST” (#8 Gatherway, #16 Gatherway~Karaoke Mix~)
- 05.10.2011 SACRED SEVEN Original Soundtrack (#2 stone cold (TV-Edit))
- 27.10.2011 Senritsu no Stratus Original Soundtrack {#1 Eternal Blue (spilversion))